# Municipio de Chalmers
El municipio de Chalmers (en inglés: Chalmers Township) es un municipio ubicado en el condado de McDonough en el estado estadounidense de Illinois. En el año 2010 tenía una población de 686 habitantes y una densidad poblacional de 9,94 personas por km².

## Geografía
El municipio de Chalmers se encuentra ubicado en las coordenadas 40°24′16″N 90°43′17″O / 40.40444, -90.72139. Según la Oficina del Censo de los Estados Unidos, el municipio tiene una superficie total de 69 km², de la cual 68,97 km² corresponden a tierra firme y (0,03 %) 0,02 km² es agua.

## Demografía
Según el censo de 2010, había 686 personas residiendo en el municipio de Chalmers. La densidad de población era de 9,94 hab./km². De los 686 habitantes, el municipio de Chalmers estaba compuesto por el 97,23 % blancos, el 0,15 % eran afroamericanos, el 0,15 % eran amerindios, el 0,29 % eran asiáticos, el 0,29 % eran de otras razas y el 1,9 % eran de una mezcla de razas. Del total de la población el 0,87 % eran hispanos o latinos de cualquier raza.